# Unai Bilbao
Unai Bilbao Arteta (ur. 4 lutego 1994 w Bilbao) – hiszpański piłkarz narodowości baskijskiej występujący na pozycji środkowego obrońcy, od 2024 roku zawodnik meksykańskiej Tijuany.